# Теодор Бранковић
Теодор (Тодор) Бранковић био је син деспота Ђурђа Бранковића и  деспине Јерине Кантакузин, његове друге жене, рођен је 1414. године убрзо после склапања брака. Будући српски деспот и његова супруга добили су сина и првог наследника у породици Бранковић, који је рођено после низа година. Ђурађ је у првом браку са сестром цара Јована IV Великог Комнина имао ћерку Јелену. Првом мушком Ђурђевом потомку у част Ирининог оца дали су име Теодор (грчки „Божји дар“), док су га Срби прозвали Тодор. Био је то љупки дечак, продуховљене физиономије, изразитих очију, тамносмеђих обрва, кестењасте косе, малих, напућених уста и повијеног носа.
На фресци у манастиру Грачаница откривен је, 1962. године, лик петнаестогодишњака у стојећем, мало повијеном ставу за који се претпоставља да је Теодор Бранковић. Пошто је на фресци живописан као наследник престола, постоји вероватноћа да је умро после смрти деспота Стефана Лазаревића, али сигурно пре септембра 1429. године, јер се не појављује у Есфигменској повељи.